# Vincent Herring
Vincent Herring (* 19. November 1964 in Hopkinsville in Kentucky) ist ein US-amerikanischer Jazz-Saxophonist (Alt, Sopran) und Flötist des Hardbop und Post-Bop.

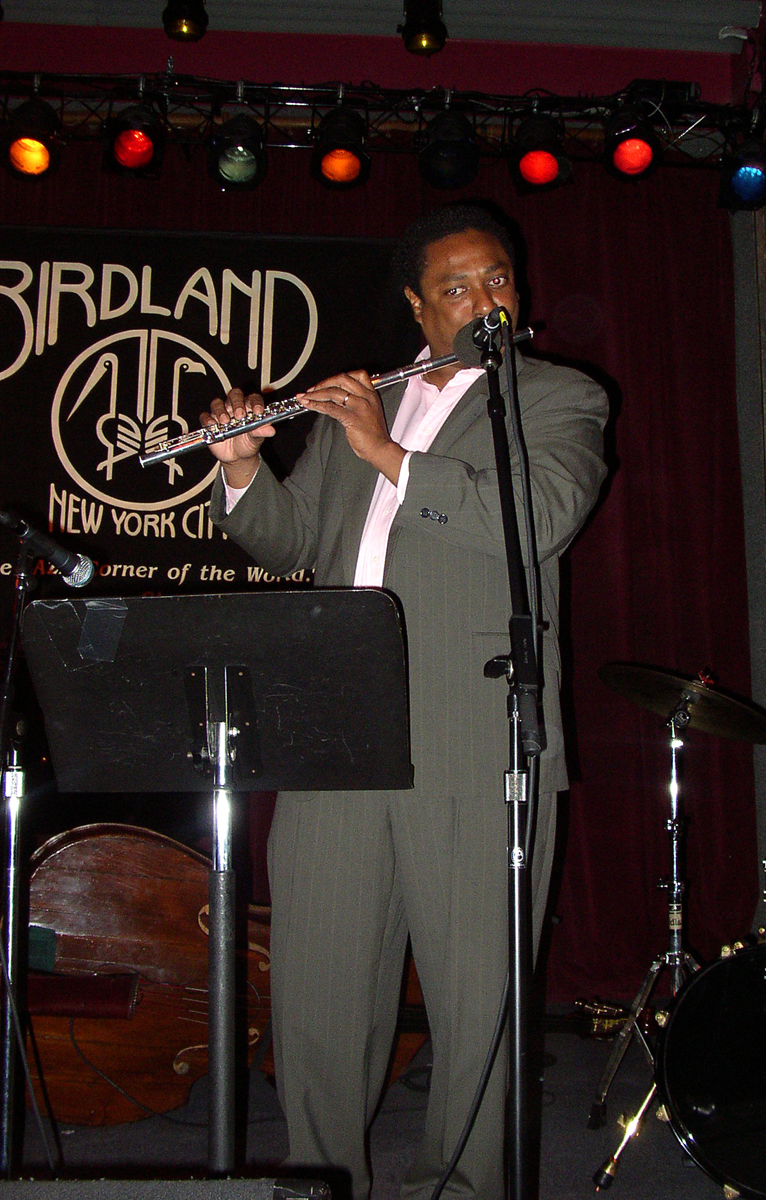
Vincent Herring, 2005

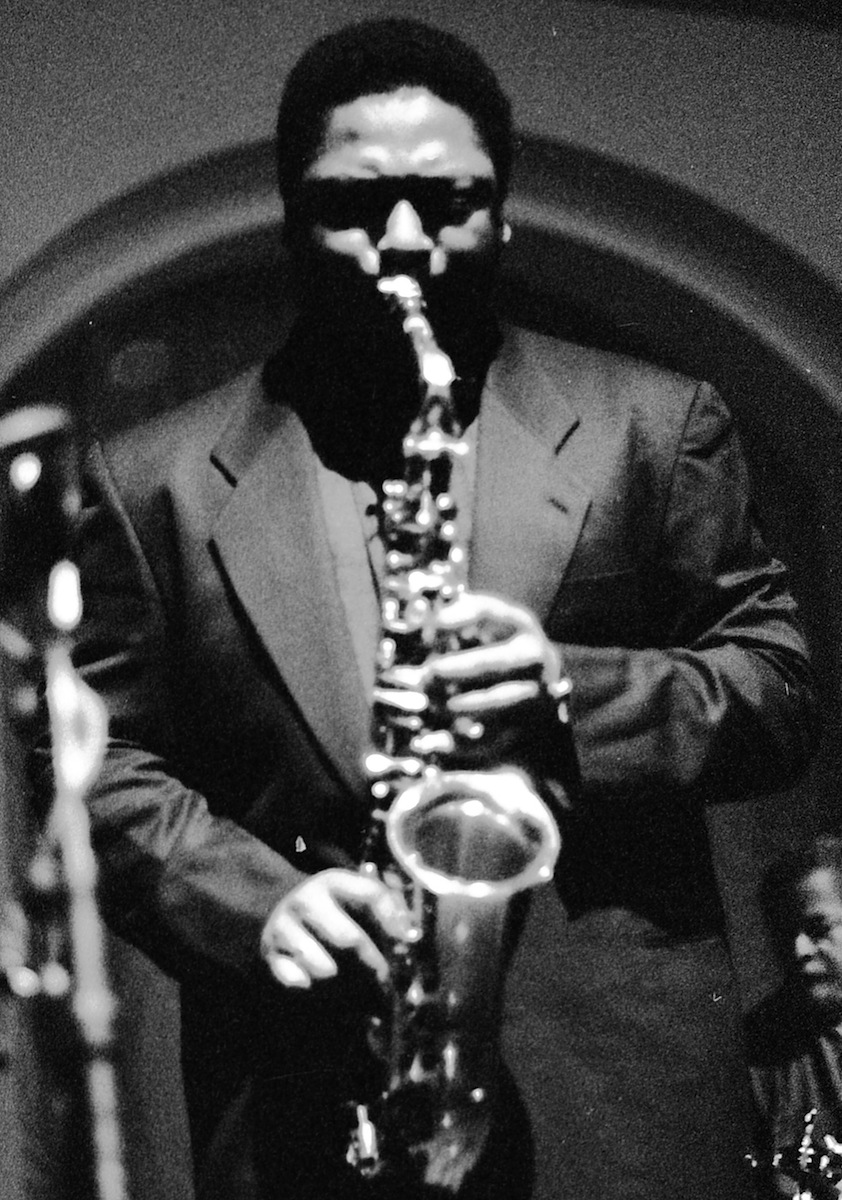
Vincent Herring, 1993

## Leben und Wirken
Herring wuchs in Vallejo in Kalifornien auf, wo er 1980 mit einem Stipendium an der California State University in Chico studierte und danach Erfahrung in der Band der US-Militärakademie in West Point sammelte, bevor er 1983 nach New York zog, wo er an der Long Island University studierte, privat von Phil Woods unterrichtet wurde und nebenbei als Straßenmusiker seinen Unterhalt finanzierte. 1985 bis 1988 war er in der Band von Lionel Hampton, 1985/6 bei David Murray, 1987 im Quintett von Horace Silver und 1989 bei Art Blakeys Jazz Messengers.
Bekannt wurde er 1987 bis 1993 als Bandmitglied von  Nat Adderley, dessen Bruder Cannonball Adderley sein wesentlicher musikalischer Einfluss ist. Er ist auf Adderleys Alben The Old Country (1989), Work Song (1990) und Workin zu hören. Mit seinem eigenen Quintett, u. a. mit dem Pianisten Cyrus Chestnut, nahm er in den 1990er Jahren mehrere Alben auf (bei Music Masters, Landmark), z. B. Don't let it go (1995), Days of Wines and Roses (1994). 1996 nahm er mit Phil Woods und Antonio Hart Alto Summit auf. Außerdem spielte er schon mit Freddie Hubbard, Dizzy Gillespie, Cedar Walton, Kenny Barron, Steve Turre, Roy Haynes, Abdullah Ibrahim, Billy Taylor, Nancy Wilson, Larry Coryell, Louis Smith, Don Braden, John Hicks, der Mingus Big Band (Europa-Tour 2002), Jack DeJohnettes Special Edition, Carla Bley, mit Wynton Marsalis als Gastsolist am Lincoln Center und mit der Carnegie Hall Big Band von Jon Faddis. 2008 spielt er mit seiner Band Earth Jazz Agents (mit dem Pianisten Anthony Wonsey, Joris Dudli am Schlagzeug und dem Bassisten Richie Goods).
2001 erschien bei Highnote Simple Pleasure mit Mulgrew Miller am Klavier, Wallace Roney, Richie Goods und dem Schlagzeuger E. J. Strickland und 2004 Mr.Wizard überwiegend mit eigenen Kompositionen der Musiker, mit einem Quintett aus Herring, dem Trompeter Jeremy Pelt, Richie Goods, Strickland und dem Pianisten Danny Grissett. Sein Album Ends And Means erschien zunächst 2005 auf dem La Buissonne Label, ein Jahr später auf HighNote Records. Erst 2014 kam danach ein neues Album von ihm auf den Markt: The Uptown Shuffle (Smoke Sessions).
1988 gründete er mit dem Schlagzeuger Carl Allen, der auch in seinem Quintett spielte, Big Apple Productions, die für verschiedene – teilweise japanische – Labels Platten produzierten, so auch seine ersten Alben Scene One 1988 und American Experience 1990. Herring unterrichtete an der William Patterson University, der Duke University, der Cornell University und der Juilliard School.

## Belege
1. ↑  Porträt des Musikers auf AllAboutJazz, abgerufen am 12. Juni 2015

| Personendaten    | Personendaten                      |
| ---------------- | ---------------------------------- |
| NAME             | Herring, Vincent                   |
| KURZBESCHREIBUNG | US-amerikanischer Jazz-Saxophonist |
| GEBURTSDATUM     | 19. November 1964                  |
| GEBURTSORT       | Hopkinsville, Kentucky, USA        |